# Plateau du Four
Plateau du Four este o arie protejată (sit de importanță comunitară — SCI) din Franța întinsă pe o suprafață de 4.208 ha, integral marine.

## Localizare
Centrul sitului Plateau du Four este situat la coordonatele 47°16′35″N 2°38′48″W / 47.27639°N 2.64667°V.

## Înființare
Situl Plateau du Four a fost declarat arie specială de conservare în baza directivei 92/43 din 1992 referitoare la conservarea habitatelor naturale și a faunei și florei sălbatice pentru a proteja 2 specii de animale.

## Biodiversitate
Situată în ecoregiunea atlantică, aria protejată conține 2 habitate naturale: Bancuri de nisip acoperite în permanență slab de apă marină, Recifuri.
La baza desemnării sitului se află mai multe specii protejate de  mamifere (2): marsuin (Phocoena phocoena), delfin mare (Tursiops truncatus)
Pe lângă speciile protejate, pe teritoriul sitului au mai fost identificate 1 specie de mamifere, 1 specie de reptile.